# Skeppshult
Skeppshult is een plaats in de gemeente Gislaved in het landschap Småland en de provincie Jönköpings län in Zweden. De plaats heeft 389 inwoners (2005) en een oppervlakte van 85 hectare.

## Verkeer en vervoer
Bij de plaats lopen de Riksväg 26 en Länsväg 153.